# Lecanora lividocinerea
Lecanora lividocinerea är en lavart som beskrevs av Bagl. Lecanora lividocinerea ingår i släktet Lecanora och familjen Lecanoraceae.   Inga underarter finns listade i Catalogue of Life.